# Marcellano
Marcellano is een plaats (frazione) in de Italiaanse gemeente Gualdo Cattaneo.